# Deutsche Post
| Huvudkontoret i Bonn (t.v.) och brevlåda med Bundesposts logotyp utanför ett postkontor med Deutsche Posts logotyp. |  | Huvudkontoret i Bonn (t.v.) och brevlåda med Bundesposts logotyp utanför ett postkontor med Deutsche Posts logotyp. |
| Huvudkontoret i Bonn (t.v.) och brevlåda med Bundesposts logotyp utanför ett postkontor med Deutsche Posts logotyp. |  | |

Deutsche Post AG är världens största post- och transportkoncern med huvudkontor i Bonn.
Deutsche Post AG skapades 1995 då den tyska staten styckade upp postverket Deutsche Bundespost i tre olika företag: Deutsche Post AG, Deutsche Telekom AG och Deutsche Postbank AG. Deutsche Post privatiserades och börsnoterades på Deutscher Aktienindex.
Företaget har sedan 1995 expanderat kraftigt genom olika företagsköp, bland annat DHL och Danzas. Internationellt kallar man sig Deutsche Post World Net.